# Herb gminy Nieporęt
Herb gminy Nieporęt – jeden z symboli gminy Nieporęt.

## Wygląd i symbolika
Herb przedstawia na tarczy koloru niebieskiego zwieńczonej złotą koroną złotą łódź ze snopem zboża, a nad nią stylizowaną złotą literę „n” (nawiązującą do nazwy gminy). Korona i snop symbolizują posiadanie terenów gminy przez królów z dynastii Wazów, natomiast łódź do turystycznego charakteru gminy.